# Francisco Arce
Francisco Arce, paragvajski nogometaš in trener, * 2. april 1971.
Za paragvajsko reprezentanco je odigral 61 uradnih tekem in dosegel pet golov.